# Фірсово (Первомайський район)
Фі́рсово (рос. Фирсово) — село у складі Первомайського району Алтайського краю, Росія. Входить до складу Санниковської сільської ради.

## Населення
Населення — 694 особи (2010; 570 у 2002).
Національний склад (станом на 2002 рік):
- росіяни — 92 %